# Gulick-Rowell House
Das Gulick-Rowell House, auch Hale Puna genannt, ist ein in das National Register of Historic Places eingetragenes Gebäude in der Ortschaft Waimea auf der Insel Kauaʻi des Bundesstaats Hawaii der Vereinigten Staaten. Das Bauwerk wurde 1829 errichtet und ist eines der frühestens Missionarshäuser der Insel. 

## Geschichte
Das Gebäude wurde von Reverend Peter Thomas Gulick 1829 für sich und seine Familie errichtet. Bereits 1834 wurden die Missionare abberufen und das Haus stand 12 Jahre leer. 1846 wurden Reverend George Rowell und dessen Frau nach Waimea versetzt. Das Haus war zu diesem Zeitpunkt in baufälligem Zustand, es gab weder Türen noch Fenster. Das Gebäude wurde nach den Bedürfnissen der Familie Rowell umgebaut, die darin bis 1865 wohnte. Danach wurde das Haus von verschiedenen Familien von Plantagenmanagern des regionalen Zuckeranbaus bewohnt. Trotz zahlreicher Veränderungen konnte der ursprüngliche Zustand bewahrt werden. Am 15. April 1978 wurde das Gebäude in das National Register of Historic Places aufgenommen. Zudem wurde es als historischer Platz von der State Historic Preservation Division des Staates Hawaii eingetragen (SHPD Historic Site Number: 30-05-9314).
Das Gebäude wurde zuletzt 1927 modernisiert, wobei der ursprüngliche Kochherd eingemauert und überputzt wurde. Seit 2004 steht das Gebäude leer. Auf dem Gelände, welches mittlerweile zum Gemüse- und Fruchtanbau genutzt wird, befinden sich die restaurierten Gräber der Missionarsfamilien Gulick und Rowell.
Seit 2017 bestehen Pläne, das in Privatbesitz befindliche Gulick-Rowell House zu restaurieren und als Gemeindezentrum zu nutzen.

## Beschreibung
Das Gebäude gilt als ein bedeutendes Beispiel für die Anpassung traditioneller Bauweisen aus Neuengland an das hawaiianische Klima unter der Verwendung lokaler Materialien. So wurde für das Fundament und die Wände Korallenkalkstein verwendet, der von hawaiianischen Arbeitern aus Riffen vor der Küste geschnitten und an Land geflößt wurde.
Die Gesamtform des zweistöckigen Hauses mit dem hohen Satteldach und den überdachten Veranden auf drei Seiten ist auf Hawaii einzigartig. Die Außenwände bestehen aus 24 Zoll dicken, geschnittenem Korallenkalksteinplatten, die Fenster- und Türöffnungen wurden in den Wänden verspreizt. Über die ein Meter über dem Boden liegende Eingangsveranda erreichte man das Wohnzimmer, im ersten Obergeschoss befand sich die Küche mit dem Esszimmer. Eine Besonderheit stellt die Kochstelle dar, die nicht wie damals üblich an der Außenseite vorsteht, sondern komplett in der Innenseite eingebaut wurde. Ein hawaiianisches Giebeldach aus Wellblech deckt die Veranda im zweiten Stock mit einer niedrigeren Neigung, während die höhere Neigung einen Dachboden beinhaltet. Die Giebelwände des Dachgeschosses wurden mit Schindeln verkleidet.